# Whitegate Broch

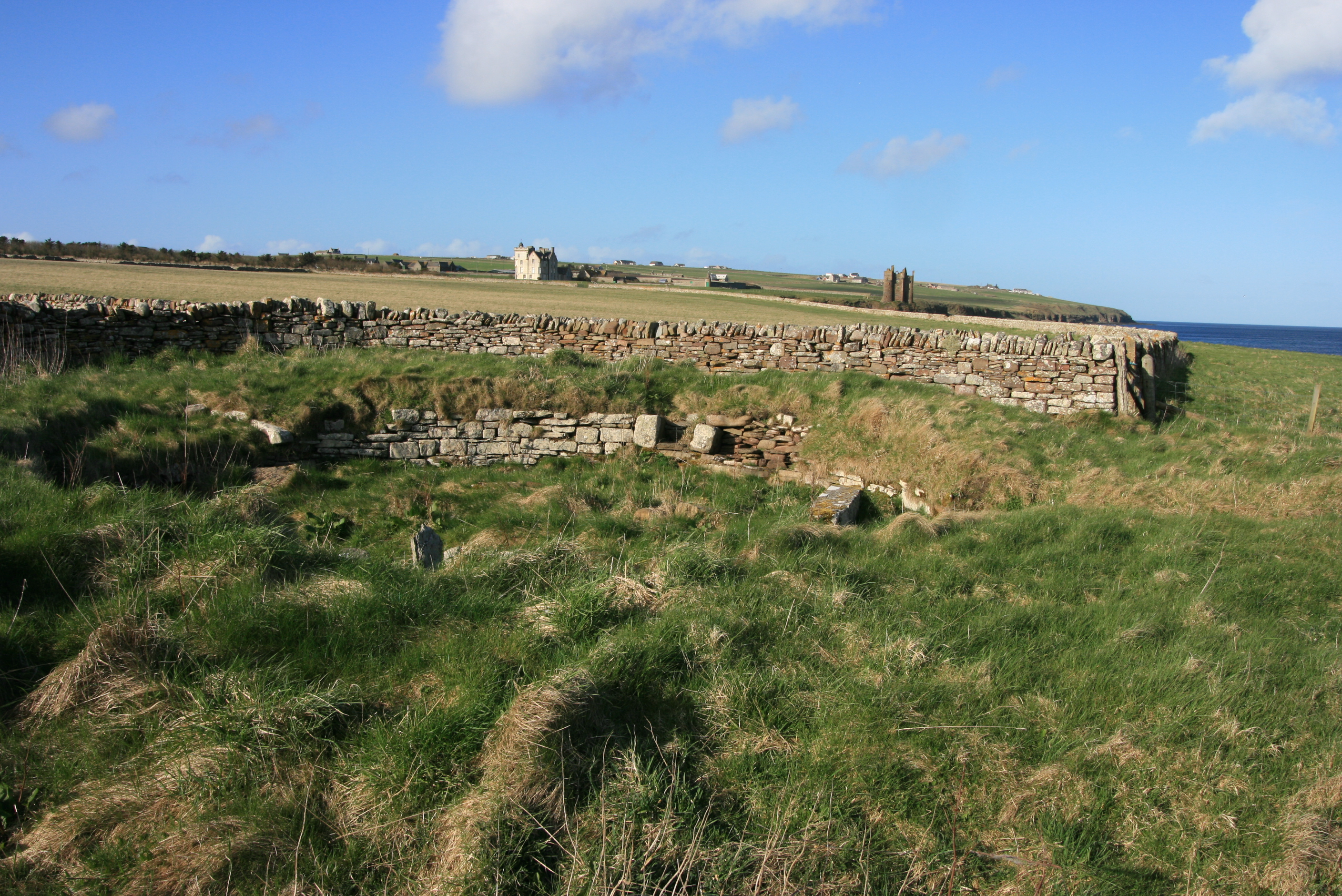
Der Whitegate Broch, im Hintergrund Keiss Castle

Der eisenzeitliche Whitegate Broch liegt zwischen der Küste der Sinclair’s Bay und der A99, östlich des Weilers Keiss in der schottischen Council Area Highland. Historisch lag er in der traditionellen Grafschaft Caithness. Der Broch ist als Scheduled Monument geschützt.

## Beschreibung
Er ist einer von 24 Brochs in der Gegend, die gegen Ende des 19. Jahrhunderts von Francis Tress Barry (1825–1907) ausgegraben wurden, der die heute sichtbare etwa einen Meter hohe Reststruktur freigelegte. Die nach Südosten weisende Zugangspassage, erstreckt sich durch ein äußeres „Dorf“, das sich im südlichen und östlichen Quadranten erstreckt. 
Der Außendurchmesser des Brochs beträgt fast sechzehn Metern, bei einer Wandstärke von vier Metern mit einem Innendurchmesser von etwa acht Metern. Die Zugangspassage hat keine Wächterzelle (englisch guard-cell) und es gibt keine der „normalen“ Galerien oder Wandnischen im Broch. Tress Barry entdeckte eine Plattform im Nordwesten und mehrere Unterteilungen des Innenraums. Darüber liegend fand er eine rechteckige Struktur, die zum Eingang hin und über das Zentrum des Brochs ausgerichtet war. 
Dies waren spätere Konstruktionen, deren Sequenz 2006 und 2007 durch Ausgrabungen von Andy Heald erforscht wurden.
Innerhalb des Brochs bedeckte eine flache Platte einen etwa zwei Metern tiefen bootsförmigen „Brunnen“ – im Nordwest-Quadranten mit organischen Überresten bedeckt, die zur Untersuchung entnommen wurden. 
Eine Grabung, die nach Spuren intramuraler Strukturen suchte, zeigte in der Nordostwand, eine Zelle ohne Zugang. In dem Raum wurden Knochenreste mehrerer Tierarten zusammen mit menschlichen Knochen gefunden. Diese ungewöhnliche Wandzelle ist bisher einzigartig und die Untersuchung ihres Inhalts und dem des „Brunnens“ können einige Datierungen liefern.
Ein Komplex externer Strukturen liegt innerhalb des Schutzzauns um den Broch. Eine Grabung untersuchte den Bereich östlich der Zugangspassage. In den Strukturen wurde eine Steinkiste gefunden. Es gibt auch Strukturen außerhalb des Zauns. Sie zeigen sich auf einem Luftbild von 1991.
Der Zugang zum Broch erfolgt von Keiss aus entlang des Küstenpfades. Frischwasser lieferte ein Bach, jenseits des weniger gut erhaltenen „Keiss Harbour Brochs“, der überraschend nah liegt. Es gibt einen weiteren Broch, der von Francis Tress Barry neben dem Friedhof von Keiss ausgegraben wurde. An der Küste und am Ort befindet sich weitere Brochs (Keiss Broch und der Kirk Tofts Broch). Der Broch von Nybster liegt etwa 2,5 Kilometer entfernt.